# 后苍

后苍（？—？），一作后仓，字近君，东海郡郯县（今山东省郯城县）人，西汉儒学学者。

## 生平
后苍以夏侯始昌为师，跟随大儒孟卿学习《礼经》、通《诗经》，汉武帝时，立后苍为博士，后苍官至少府。教授弟子众多，学《诗经》的弟子有翼奉、蕭望之、匡衡，匡衡又传师丹、伏理、满君。《礼》学的弟子有聞人通漢（字子方，沛郡人，官至太子舍人、中山中尉）、戴德、戴聖、慶普（字孝公，官至東平太傅）。

## 延伸阅读
[在维基数据编辑]
 《漢書·卷088》，出自班固《漢書》